# عمدة غرب طيبة

الضفة الغربية للنيل عند الاقصر وفيها تمثالا ممنون ، ورامسيوم ومعبد الدير البحري لحتشبسوت.
يوجد وادي الملوك خلف الجبال العالية إلى اليمين.

عمدة غرب طيبة «حاتيع-إن-يميننت-نيوت» هي أحد الوظائف العالية في مصر القديمة. ذكرت تلك الوظيفة الخاصة بالجزء الغربي من طيبة (الأقصر اليوم) منذ سنوات الحكم الأولى في عهد رمسيس الثاني 1279 - 1213 قبل الميلاد (الأسرة التاسعة عشر).
في زمن الاسرة التاسعة عشر كان عدد المعابد التي تم إنشاؤها والتي تنشأ على الضفة الغربية للنيل عند الأقصر يزداد مما استدعى كثير من العاملين وكذلك من الموظفين الذين يراعونهم ويمدونهم بالغذاء والملابس.
كانت طيبة نفسها وهي على الضفة الشرقية للنيل هي العاصمة لمصر عبر عهود طويلة، وكانت بها أهم المعابد مثل معبد الكرنك ومعبد الأقصر حيث كانت مقر عبادة آمون، وبالطبع كانت فيها القصور الملكية والمدينة التي يعيش فيه النبلاء والناس (مدينة الأحياء). فكان للعاصمة عمدة يراعي شئون الناس ويشرف على المنشأت فيها، ويهتم بالمعابد والكهنة بصفة اساسية. أما الضفة المقابلة من طيبة على النيل فكانت بالنسبة للمصري القديم «مدينة الموتي»، حيث كان الفراعنة يدفنون في وادي الملوك. كما انشأت في عهد الأسرة الثامنة عشر في تلك المنطقة الغربية معابد كثيرة، منها معبد الدير البحري لحتشبسوت ومعبد تحتمس الثالث، ومعبد أمنمحات الثالث، وكذلك قبور وادي الملكات، ومدينة العمال في دير المدينة.

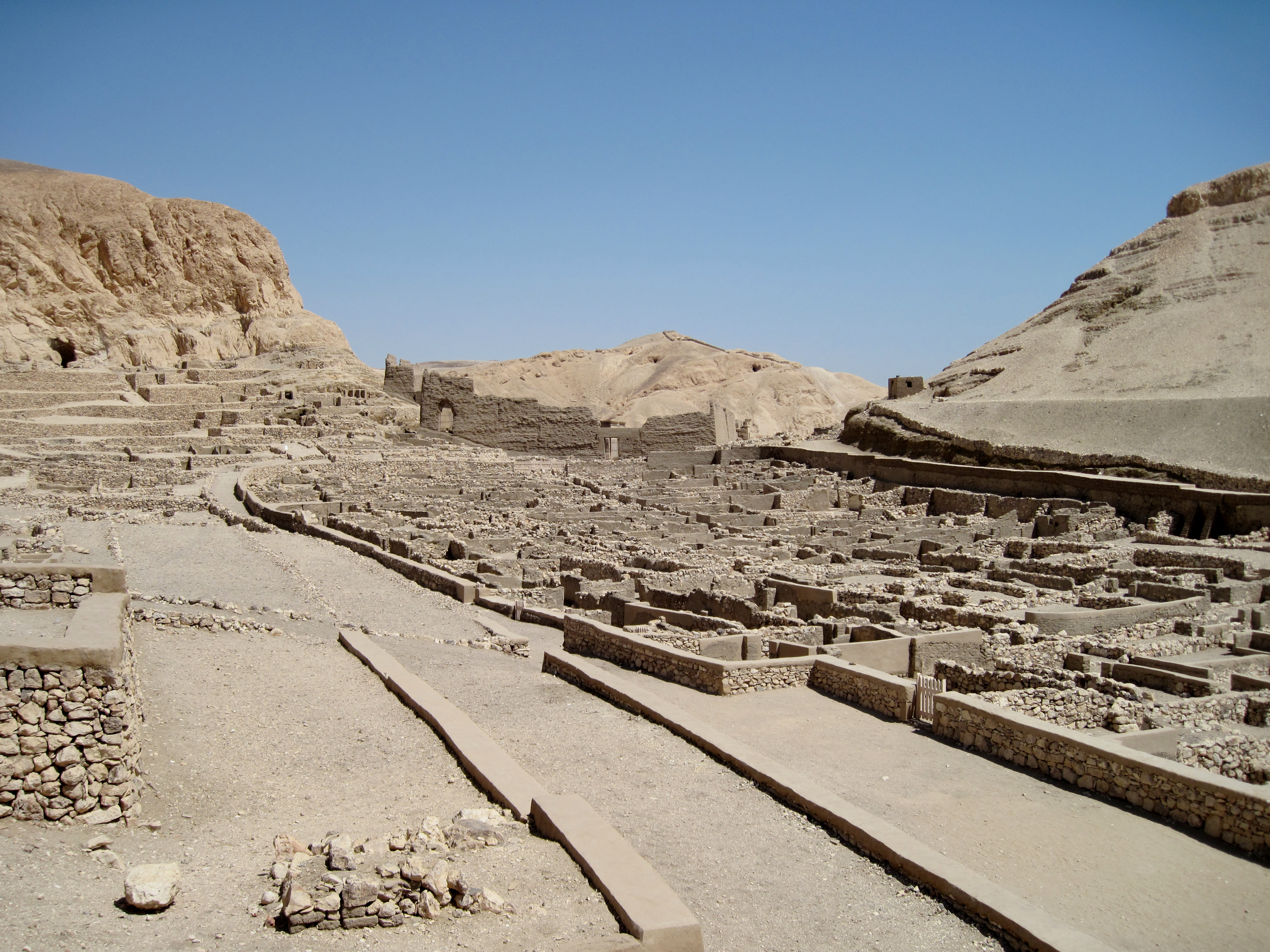
دير المدينة من جنوب الغرب. من مواقع التراث العالمي لليونسكو

وعندما زادت أعمال البناء والمنشآت على الضفة الغربية، عين رمسيس الثاني عمدة يراعي شئون الناس في تلك المنطقة ويشرف على ما يقام فيها من مباني. كان العمدة في نفس الوقت المشرف على شونة
الغلال أو الشونات
. فكان بذلك مسؤولا عن غذاء ومشرب وملبس العمال الحرفيين الخادمين في مكان الحقيقة الذين كانوا يقومون بحفر مقابر الفراعنة في وادي الملوك ووادي الملكات وتجهيزاتهم.

وكان في نفس الوقت رئيسا للشرطة التي كانت تقوم بحراسة القبور الملكية، وقام بمحاكمة لصوص قاموا بسرقة بعض القبور.
كان عمدة غرب طيبة مسؤولا أمام عمدة طيبة.

## الوظيفة بالهيروغليفية
| F4 · D36 | A1 · N35 | R14 | X1 · X1 · N25 | O49 · X1 · Z1 |

| F4 · D36 | A1 · N35 | R14 | X1 · X1 · N25 | O49 · X1 · Z1 |

وتقرأ هنا من اليسار إلى اليمين: «حاتيع إن يمينتت نيوت»
تفسير اللقب:
- «حاتيع» = عمدة
- «إن» (موجة ماء) = في
- «يمينتت» = يمين (غرب) ورمزه الجبال + رمز مدينة طيبة (ريشة ماعت).
- «نيوت» = المدينة، وهي مميزة بخاصة الدائرة ذات طريقين متقاطعين.

أي عمدة المدينة الغربية. مع العلم بأن «اليمين» عند قدماء المصريين هو الغرب. ذلك لأن الاتجاهات الجغرافية لدي المصري القديم كانت نحو الجنوب ويسمى «شمعو» أو «رسوت»، الشمال يسمى «محيط» حيث البحر الأبيض المتوسط، فيكون اليمين له غربا وأسماه «يمينتت»، ويكون الشرق بالنسبة له «أبتت».
اهتم الكاتب المصري القديم بجمال تشكيل كتابته، وفي مثالنا هنا فقد أضاف صورة رجل جالس فوق حرف الجر «إن» للتعريف أن هذا لقب العمدة. وقد يضبف صورة الرجل الجالس كما هو الحال هنا أو قد يستغنى عنها.

## حاملو اللقب
من حاملي القب الذين نعرفهم:
| ra · Z1 | ms | s | A52 |

| ra · Z1 | ms | s | A52 |

| G40 | G1 | A19 | O29 · Y1 | A52 |

| G40 | G1 | A19 | O29 · Y1 | A52 |

## اقرأ أيضا
- عمدة طيبة
- حامل أختام الملك
- وظائف مصر القديمة
- كاتب مصري
- الحساب عند قدماء المصريين
- قائمة ملوك مصر القديمة